# Північноєвропейська оперізувальна дамба

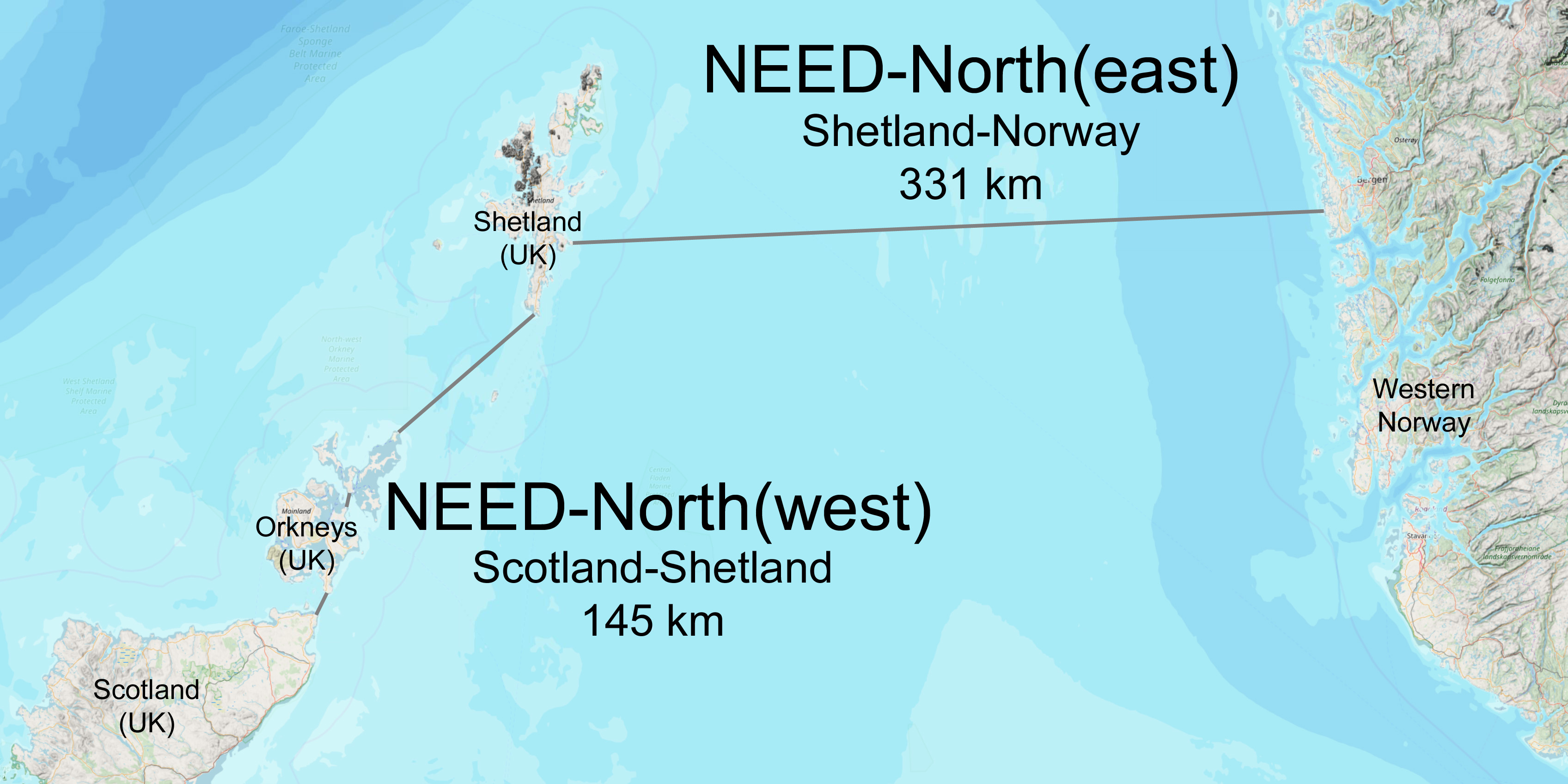
NEED-North

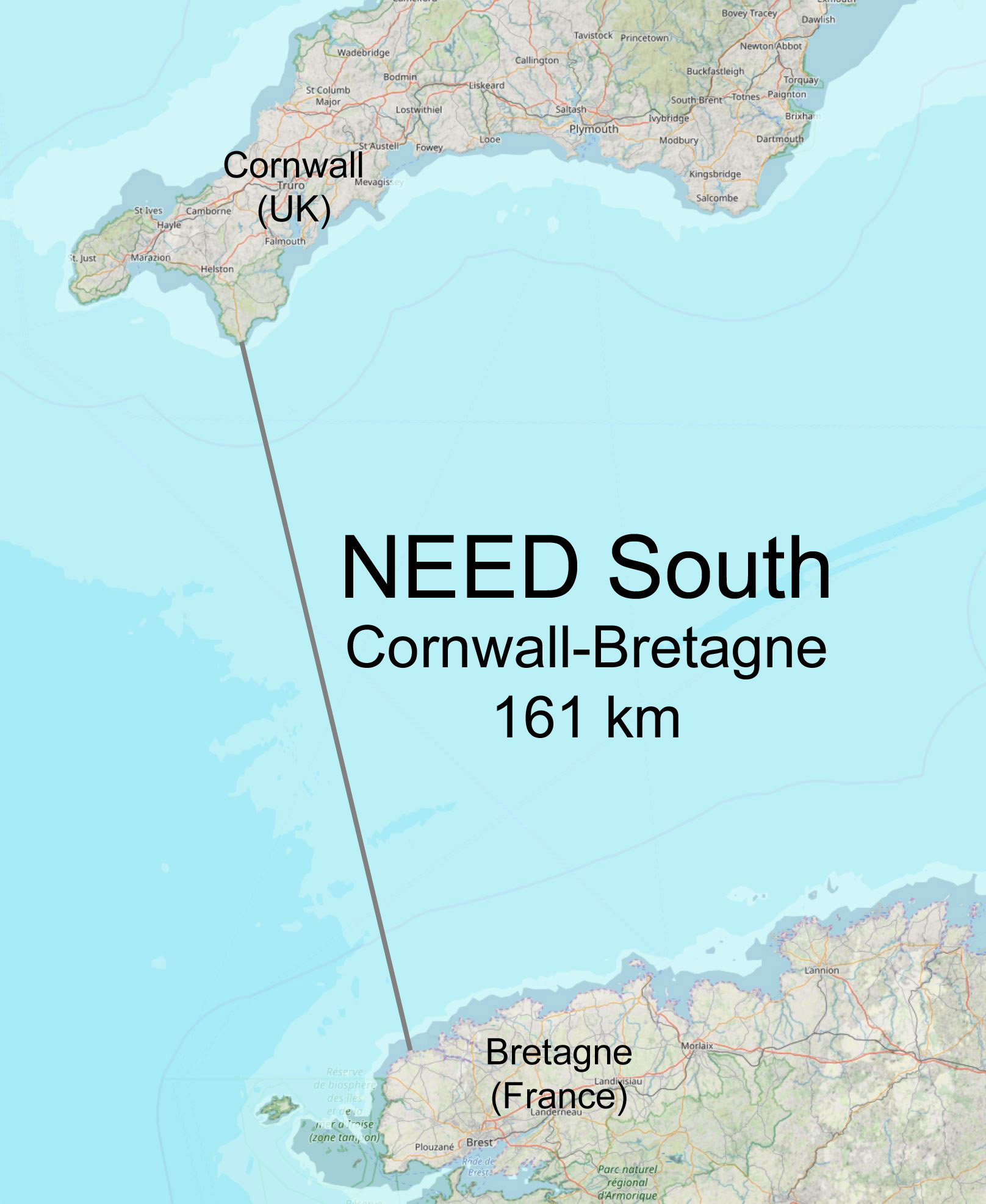
NEED-South

Північноєвропейська оперізувальна дамба (англ. Northern European Enclosure Dam, NEED) — уявний експеримент морської дамби, запропонований 2020-го року Шурдом Грускампом (нід. Sjoerd Groeskamp) та Йоакімом Чельссоном (швед. Joakim Kjellsson) як варіант захисту прибережних країн у Північнозахідній Європі від підвищення рівня моря.
Мегапроєкт мав би складатися з двох частин загальною довжиною понад 600 км: гребля через Ла-Манш (англ. NEED-South, 161 км завдовжки) і серія дамб, які сполучать Шотландію через Оркнейські та Шетландські острови з Норвегією (англ. NEED-North, 476 кілометрів). За оцінками Грускампа на будівництво такої споруди знадобиться 50 мільярдів тонн піску та до 500 мільйонів євро.
За словами авторів концепції, такий проєкт є «найменшим злом» і має спонукати світ до розв'язання проблеми у глобальному масштабі.
Серед недоліків такого вирішення:
- Екологічні
  - Руйнування наявної екосистеми через
    - обмеження вільного обміну
    - поступове зменшення солоності води у разі надходження води з річок басейну Північного моря
    - зміни у циркуляції морських течій та формуванні припливів
- Економічні
  - Водовідведення річок басейну Північного моря за межі новоутвореного району
  - Необхідність кардинальної зміни у схемі морських вантажопотоків.